# اس‌ام یوسی-۴۸
اس‌ام یوسی-۴۸ (به انگلیسی: SM UC-48) یک زیردریایی بود که طول آن ۱۷۰ فوت ۱ اینچ (۵۱٫۸۴ متر) بود. این زیردریایی در سال ۱۹۱۶ ساخته شد.